# Trachusa pueblana
Trachusa pueblana is een vliesvleugelig insect uit de familie Megachilidae. De wetenschappelijke naam van de soort is voor het eerst geldig gepubliceerd in 1994 door Thorp & Brooks.